# Paul Schmidt (Richter)
Paul Schmidt (* 6. März 1886 in Großbottwar; † 9. April 1967) war ein deutscher Richter.

## Leben
Schmidt studierte an der Eberhard-Karls-Universität Rechtswissenschaft. Am 29. Juli 1905 wurde er im Corps Rhenania Tübingen recipiert. Am Ersten Weltkrieg nahm er zuletzt als Leutnant und Batterieführer teil. Er wurde mit beiden Klassen des Eisernen Kreuzes und dem Ritterkreuz des Königlichen Hausordens von Hohenzollern mit Schwertern ausgezeichnet.
1918 bestand Schmidt das Assessorexamen und wurde 1919 stellvertretender Amtsrichter in Künzelsau. 1920/21 war er Hilfsarbeiter am Württembergischen Justizministerium. In Stuttgart wurde er Amtsrichter (1921) und Landgerichtsrat (1928). Als Oberregierungsrat am Württembergischen Justizministerium kam er 1935 an das Reichsjustizministerium, wo er am 3. November 1937 zum Ministerialrat ernannt wurde. Am 25. November 1944 wurde er Reichsgerichtsrat. Vom 28. Juni 1945 bis zum 20. Dezember 1946 war er in Automatischem Arrest der Amerikaner. Als Landgerichtsdirektor des Landgerichts Stuttgart kehrte er im Januar 1948 in den württembergischen Justizdienst zurück. Zum 30. Juni 1952 wurde er pensioniert. Verheiratet war er seit 1935 mit Elisabeth Constanzer.